# Изабелла (деревня)
Изабелла (эст. Isabella) — деревня в волости Хийумаа уезда Хийумаа, Эстония.
До реформы местных самоуправлений Эстонии 2017 года входила в состав волости Хийу (упразднена). До 2013 года была в составе волости Кыргесааре (упразднена).

## География и описание
Расположена в северной части острова Хийумаа. Расстояние до уездного и волостного центра — города Кярдла — 12 километров. Высота над уровнем моря — 14 метров.
Через деревню с севера на юг проходит дорога Кыргессааре—Хюти—Пуски.
Климат умеренный. Официальный язык — эстонский. Почтовый индекс — 92244.

## Население
По данным переписи населения 2021 года, в Изабелла насчитывалось 37 жителей, все — эстонцы.
По данным переписи населения 2011 года, в деревне  проживали 32 человека, из них 31 (96,9 %) — эстонцы.
Численность населения деревни Изабелла по данным переписей населения:
| Год  | 1959 | 1970 | 1979 | 1989 | 2000 | 2011 | 2021 |
| ---- | ---- | ---- | ---- | ---- | ---- | ---- | ---- |
| Чел. | 77   | ↘ 67 | ↘ 55 | ↘ 50 | ↘ 39 | ↘ 32 | ↗ 37 |

## История
Поселение здесь существовало уже в XVI столетии. Сохранился документ 1565 года, в котором встречается название Isapalo by; на картах XVII столетия указан Isapõld. В письменных источниках 1688 года упоминается Isapell, Isapolo, 1798 года — Issapallo M., 1914 года — Issapöld.
На военно-топографических картах Российской империи (1846–1863 годы), в состав которой входила Эстляндская губерния, обозначено Ф.Изабелинь.
Деревня находилась под властью мыз Гогенхольм (нем. Hohenholm, Кыргессааре, эст. Kõrgessaare mõis) и Лаук (нем. Lauk, Лаука, эст. Lauka mõis). В XVIII столетии местечко сделали скотоводческой мызой (в 1798 году упоминается как нем. Margarethenhof) рыцарской мызы Гогенхольм. К настоящему времени все её постройки полностью разрушены, на месте господского дома растут древние деревья.
В деревне находится охраняемый государством каменный могильник «Тондиские руины» (эст. Tondi taskuvare), относящийся к концу I тысячелетия до н. э. и к настоящему времени покрытый множеством больших валунов. Согласно местной легенде, Ванапаган собирался побить Лейгера (это главный герой легенд Хийумаа, силач и великан) и набрал полные карманы камней, но трижды пропел петух, карманы порвались и камни высыпались именно в этом месте.

## Происхождение топонима
C названием деревни связано странное преобразование. Если эстонец обычно адаптирует иностранные топонимы к своему языку, то здесь оригинал (Isopõllu [исопыллу], по-русски нечто вроде «отцовская земля») изменился до неузнаваемости и теперь напоминает иностранное женское имя.

## Комментарии
1. ↑  Эстонские топонимы, оканчивающиеся на -а, не склоняются и не имеют женского рода (исключение — Нарва)[7].